# Amanda Forbis
Amanda Forbis é uma animadora canadense. Como reconhecimento, foi nomeada ao Oscar 2012 na categoria de Melhor Animação em Curta-metragem por Wild Life.